# Sphaerosyllis taylori
Sphaerosyllis taylori är en ringmaskart som beskrevs av Thomas H. Perkins 1981. Sphaerosyllis taylori ingår i släktet Sphaerosyllis och familjen Syllidae. Arten har ej påträffats i Sverige. Inga underarter finns listade i Catalogue of Life.